# Bojana-templom
A Bojana-templom (bolgár nyelven Боянска църква) középkori bolgár ortodox templom Szófiában, a Vitosa lábánál, a Bojana-negyedben. 
A keleti szárny eredetileg a 10. század végén vagy a 11. század elején épült. Az épület közepét a 13. században a második bolgár birodalom idején építtette Kalojan szevasztokrator, I. Konstantin bolgár cár rokona. Ez a 13. századi templom kétszintes. 1882-ben, a török uralom megszűnte után a kettős templomhoz kétszintes előcsarnokot építettek.

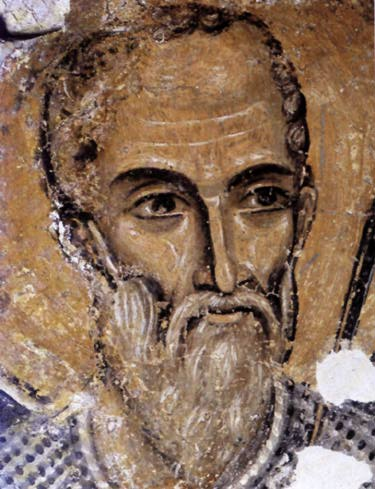
Szent Miklóst ábrázoló freskó

A templom elsősorban az 1259-ből származó freskói révén vált világhíressé. A falakon összesen 89 jelenet és 240 emberi alak található. Az ismeretlen festő valószínűleg a tarnovói iskolához tartozik. Az apszis bal oldalán levő diakónusképről úgy tartják, hogy az a festő önarcképe.
Az apszisban a fő helyen Szűz Mária képe található, alatta egyházatyák és püspökök képei. A kupolát a világot uraló Jézus képe díszíti, körülötte angyalokkal és prófétákkal. Az előcsarnokba vezető ajtó felett Mária mennybemenetelének ábrázolása található, az ajtó két oldalán az Utolsó vacsora, illetve Krisztus feltámadása.
A bejáratnál 18 jelenet Szent Miklós életét ábrázolja. A festő kétségkívül saját korabeli mozzanatokat is megörökített. Például a Csodatétel a tengeren jelenet hajói és a tengerészek sapkái a velencei flottát idézik. A templom északi falán találhatók a templom védőszentjeinek a portréi, illetve I. Konstantin bolgár cár és felesége, Irina képmása. 

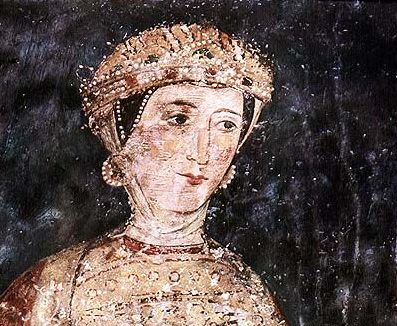
Desziszlava, a templom egyik védőszentje

Az alsó réteg freskói a 11. – 12. századból csak részletekben maradtak fenn. Az 1259-es második réteg mellett van néhány későbbi freskó is a 14. illetve a 16.-17. századból. 
A freskókat 1912–1915 között egy osztrák és egy bolgár szakértő restaurálták. A következő ilyen jellegű munkák 1934-ben, 1944-ben legutóbb 1977-ben történtek.

## Fordítás
Ez a szócikk részben vagy egészben a Boyana Church című angol Wikipédia-szócikk ezen változatának fordításán alapul.  Az eredeti cikk szerkesztőit annak laptörténete sorolja fel. Ez a jelzés csupán a megfogalmazás eredetét és a szerzői jogokat jelzi, nem szolgál a cikkben szereplő információk forrásmegjelöléseként.